# Kang Sin-young
Kang Sin-young (kor. 강신영 ;ur. 20 marca 1977) – południowokoreańska judoczka. Olimpijka z Pekinu 2008, gdzie zajęła dziewiętnaste miejsce w wadze ekstralekkiej.
Brązowa medalistka igrzysk azjatyckich w 2006. Druga na igrzyskach Azji Wschodniej w 2001. Wicemistrzyni Azji w 2008 roku.

## Letnie Igrzyska Olimpijskie 2008
| Konkurencja | Rundy eliminacyjne      | Klas. końcowa |
| Konkurencja | Przeciwnik I            | Miejsce       |
| ----------- | ----------------------- | ------------- |
| 57 kg       | Ketleyn Quadros (BRA) P | 19.           |